# مدیتیشن پویا
مدیتیشن پویا یا مدیتیشن دینامیک (به انگلیسی: Dynamic Meditation) گونه‌ای از مدیتیشن است که شامل جنبش‌ها و حرکات جسمی می‌شود. این نوع از مدیتیشن دیالکتیکی در سال ۱۹۷۰ در کوه‌های هند توسط اشو ابداع شد و در ابتدا "یوگا دایان اشو" نام داشت که پس از مطرح شدن این مراقبه در غرب به "مدیتیشن دینامیک" معروف شد.
این واژه به‌طور عام و در معنای کلی آن به هرگونه رقص یا مراقبه‌ای گفته می‌شود که شامل جنبش بدنی باشد، مانند سماع و یا رقص حضرت در عرفان صوفی، حرکات گورجیف، رقص بالی، انواع یوگا و تانترا در بوداییسم و تائوئیسم هند، و رقص‌ها و حرکات آیینی و مذهبی دیگر.

## ابداع
اشو معتقد است از آنجا که روش‌های قدیمی مراقبه برای انسان مدرن امروزی سخت و ناممکن به نظر می‌رسد، یادگیری روش‌های جدید متناسب با نیازها و شرایط انسان مدرن واجب است.
من هرگز نمی‌گویم که بر زیر درخت بنشینید و مراقبه کنید... شما هنگامی که شروع به یک رقص دیوانه‌وار می‌کنید، در درون خود از یک سکوت اساسی آگاه می‌شوید و نیز هنگامی که شروع به سکوت می‌کنید از یک جنون آگاه می‌شوید...— اشو
روش‌های مراقبه دیالکتیکی اشو از انفعال و کُنش‌پذیری متناوب تشکیل شده و از عناصر مانترا، پارانایاما و برخی آیین‌های دیگر اقتباس شده‌است.

## شیوهٔ عملی
مدیتیشن پویا تمرینی ۶۰ دقیقه‌ای است که بیشتر هنگام طلوع خورشید در پنج مرحله و با موسیقی مخصوص و چشمان بسته اجرا می‌شود: 
1. در ۱۰ دقیقهٔ اول سر جایتان بایستید و به کمک بدن خود به‌طور عمیق و سریع، از راه بینی تنفس کنید. 
2. مرحله دوم شامل ۱۰ دقیقه آزاد کردن بدن می‌شود، به‌طوری که هرگونه عمل، حرکت و جنبشی که بدنتان می‌خواهد ابراز کند (رقص، آواز خواندن، پَرِش، فریاد زدن، خندیدن، لرزیدن و لگد انداختن و...) را کنترل نکنید. اجازه ندهید که ذهنتان در آنچه اتفاق می‌افتد دخالت کند.
3. درحالیکه دست هایتان را در کنار سرتان به بالا برده‌اید، به بالا بپرید و همزمان هنگام بازدم کلمهٔ مانترا را فریاد بزنید : "هو". این کار را تا ۱۰ دقیقه تکرار کنید.
4. مرحله چهارم دست‌هایتان را کنار سرتان بالا نگه دارید، همان جایتان بدون حرکت و ساکن بایستید و ۱۵ دقیقه را بدون قضاوت و هشیارانه، نظاره‌گر هرآنچه در خودتان اتفاق می‌افتد باشید. هرگونه جنبش، حرکت و یا حتی سرفه کردن در این مرحله تمام انرژی جمع شده در بدنتان و تلاشتان را به هدر می‌دهد.
5. در مرحلهٔ آخر ۱۵ دقیقه را همگام با موسیقی جشن بگیرید و به رقص و پایکوبی بپردازید.

## اثرات درمانی
بر اساس پژوهش‌های جدید، مدیتیشن پویا دارای اثرات مثبت بر سلامت روان است و تأثیر قابل توجهی بر کاهش پرخاشگری، افسردگی، اضطراب و استرس دارد. در یک مطالعه تجربی نشان داده شده‌است که مدیتیشن پویا می‌تواند برای بهبود مشکلات فیزیکی و روانی مربوط به استرس تجویز شود.